# Тадеуш Войчеховски
Тадѐуш Анто̀ни Войчехо̀вски (на полски: Tadeusz Antoni Wojciechowski) е полски историк медиевист, библиотекар, професор и ректор на Лвовския университет (1894 – 1895), съосновател и член на Академията на знанията в Краков и Историческото дружество в Лвов.

## Биография
Тадеуш Войчеховски е роден на 13 юни 1838 година в Краков, в семейството на гимназиалния учител Раймунд Войчеховски. Получава средно образование в гимназията „Св. Анна“ в родния си град. През 1858 година завършва история и филология в Ягелонския университет. В годините 1858 – 1860 учи във Виена. Заради подкрепата си на Януарско въстание (1863 – 1864) пребивава в затвор (1864 – 1865). През 1865 година защитава докторска дисертация. Две години по-късно започва работа в библиотеката на Ягелонския университет. През 1875 година се мести в библиотеката на Лвовския университет. От 1883 година води лекции по полска история в университета. През 1894 година е избран за негов ректор. В 1907 година се пенсионира.
През 1881 година е приет за член-кореспондент а от 1887 година за редовен член на Академията на знанията в Краков. В 1886 година участва в организирането на Историческото дружество в Лвов. Председател на дружеството в периода 1891 – 1914 година. В годините 1894 – 1895 е депутат в Галицийския сейм. От 1909 е член на горната камера на Австрийския райхсрат.
Тадеуш Войчеховски умира на 21 ноември 1919 година в Лвов.

## Научни трудове
- Chrobacya: Rozbiór starożytności słowiańskich (1873)
- O rocznikach polskich X–XV w. (1880)
- O Piaście i piaście (1895)
- Szkice historyczne jedenastego wieku (1904)